# Star Reporter
Ne doit pas être confondu avec The Star Reporter.
Pour plus de détails, voir Fiche technique et Distribution.
Star Reporter est un film américain réalisé par Howard Bretherton, sorti en 1939.

## Synopsis
Le journaliste vedette, John Randolph (Warren Hull), avec sa fiancée, Barbara Burnette, (Marsha Hunt), a confiance dans le père de celle-ci, le District attorney William Burnette (Wallis Clark), et jette tout le poids de son journal derrière lui, dans l'espoir de traquer l'assassin de son propre père.
John est convaincu que son père a été assassiné pour l'empêcher de révéler les agissements des patrons du crime organisé dans la ville. Maintenant, tout ce dont il a besoin est la preuve.
Alors qu'il est sur le point d'obtenir des renseignements sur le pivot central de l'organisation criminelle, l'avocat Whittaker (Clay Clement), il y a un autre meurtre.
John soupçonne que le tueur qui a avoué, Joe Draper (Morgan Wallace) et sa propre mère, Mme Julia Randolph (Virginie Howell) cachent un profond et sombre secret du passé : la véritable identité de son mari, déclaré mort, le vrai père de John.
Whittaker et ses truands vont tout faire pour clore l'affaire. Ils sont prêts à faire taire tous ceux dont ils ne peuvent acheter le silence.
John ne reculera devant rien pour que justice soit faite, même si sa propre fiancée et la mère de celle-ci le mettent en garde qu'il pourrait ne pas être prêt à manipuler la vérité !

## Fiche technique
- Titre original : Star Reporter
- Réalisation : Howard Bretherton
- Scénario : John T. Neville
- Direction artistique :
- Photographie : Arthur Martinelli
- Production : E.B. Derr
- Société de production : Crescent Pictures Corporation
- Société de distribution : Monogram Pictures
- Pays d’origine :  États-Unis
- Langue originale : anglais
- Format : noir et blanc — 35 mm — 1,37:1 — son Mono
- Genre : Film dramatique, Film policier
- Durée : 62 minutes
- Dates de sortie : 
  - États-Unis : 22 février 1939

## Distribution
- Warren Hull : John Randolph
- Marsha Hunt : Barbara Burnette

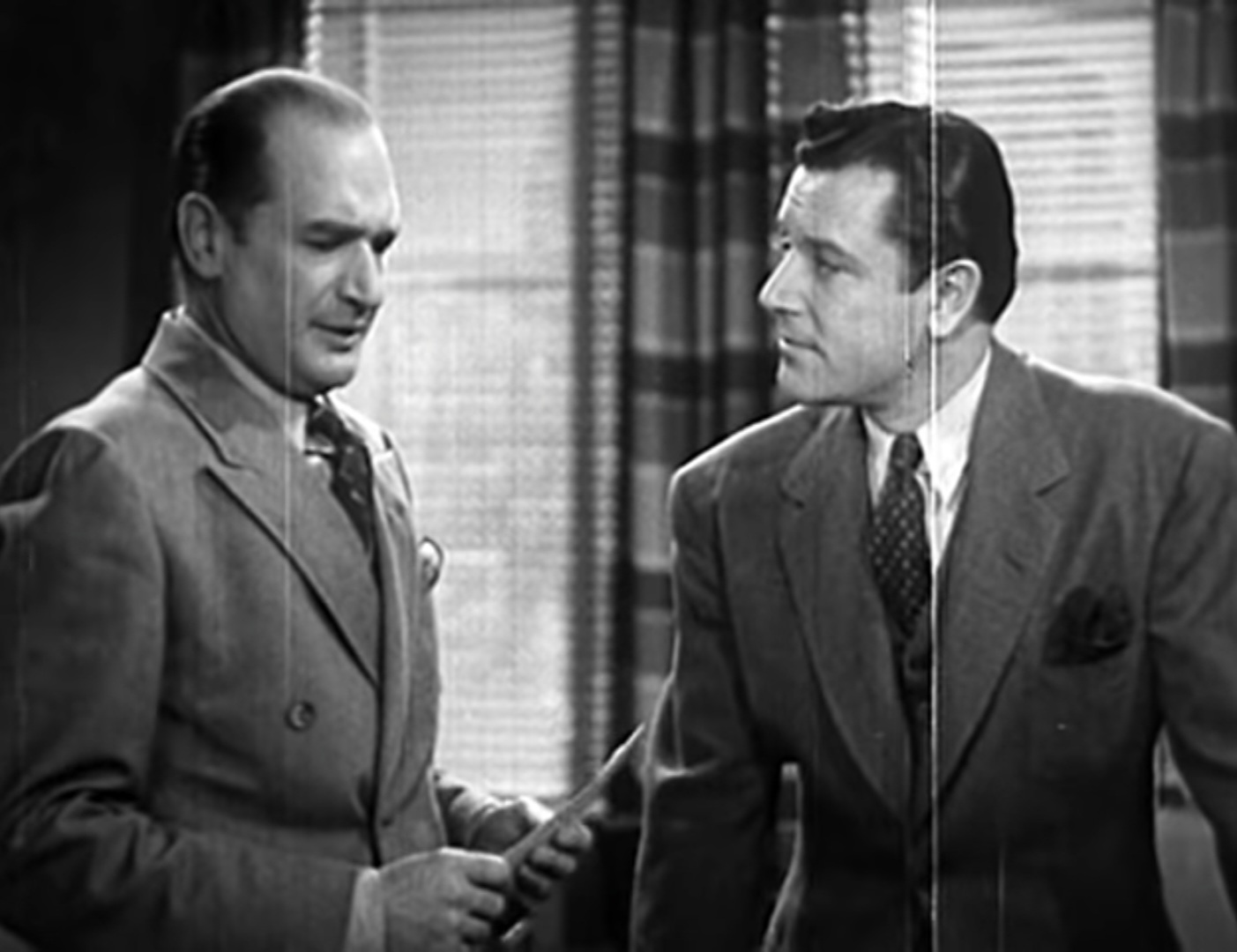
William Ruhl et Warren Hull dans une scène du film.

- Wallis Clark : Procureur William Burnette
- Clay Clement : Whittaker
- Morgan Wallace : Joe Draper
- Virginia Howell : Mrs. Julia Randolph
- Paul Fix : Clipper
- Joseph Crehan : Gordon, l'éditeur du journal
- Eddie Kane : Sam Grey
- William Ruhl : L'enquêteur de police
- Effie Anderson : Molly, la secrétaire du Procureur
- Lester Dorr : Le reporter Wilkins
- Monte Collins : Le reporter Hogan
- Denis Tankard : Mason, le majordome de Burnette

## Source de traduction
- (en) Cet article est partiellement ou en totalité issu de l’article de Wikipédia en anglais intitulé « Star Reporter » (voir la liste des auteurs).